# Talambot
Talambot (en árabe: تلمبوط‎, en francés: Talambote) es un municipio marroquí en la región de Tánger-Tetuán-Alhucemas. Desde 1912 hasta 1956 perteneció a la zona norte del Protectorado español de Marruecos.